# Harriet White Fisher
Harriet White Fisher (Meadville, 31 marzo 1861 – Ewing, 25 giugno 1939) è stata una sportiva e dirigente d'azienda statunitense.
Fu la prima donna al mondo a compiere un giro del mondo a bordo di una Locomobile.

## Biografia

### I primi anni e l'industria siderurgica
Nata a Meadville, in Pennsylvania nel 1861, Harriet White Fisher era figlia di Oscar A. White e di Hannah Fisher. Il padre era discendente diretto di Peregrine White, secondo bambino nato in America dopo lo sbarco della Mayflower. Da giovane studiò al The Young Women's Classical Seminary in Cleveland. Si prodigò particolarmente in opere caritatevoli a favore delle vittime dell'alluvione di Johnstown del 1889. L'8 ottobre 1902 si trovava col marito in viaggio a bordo di un treno quando venne coinvolta in un incidente Menlo Park, nel New Jersey. dovendo rimanere per otto settimane ricoverata presso il Presbyterian Hospital di New York. Il marito Clark, che aveva sposato nel 1898, morì tre mesi dopo come conseguenza delle ferite riportate. Suo marito era un lontano parente di sua madre ed era un industriale impegnato nel settore della produzione e lavorazione dell'acciaio. Quando Harriet si fu ristabilita, prese le redini della direzione della Eagle Steel Works del defunto coniuge, associandosi con la Norris Anvil Works e dando quindi vita alla Fisher & Norris Anvil Works, con sede a Trenton, nel New Jersey, divenendo pertanto di diritto all'epoca l'unica donna a godere di un seggio nella National Association of Manufacturers. Wu Tingfang, diplomatico e politico cinese, lodò il suo spirito di intraprendenza.
Il suo fiuto per gli affari venne lodato anche dal The Washington Post nel 1911 che la intervistò sul medesimo giornale: 
"Penso che i macchinari mi siano sempre piaciuti sin da bambina," ha dichiarato Mrs. Fisher, "ma è stata la malattia di mio marito e il desiderio di ogni donna di aiutare il proprio compagno in caso di emergenza che mi ha fatto interessare all'Eagle Works, della quale Mr. Fisher era a capo. Vi sono entrata come "capo", ma ben presto ho imparato come farmi rispettare dai miei impiegati, dimostrando loro di sapere più di quanto pensassero. Pertanto ho iniziato un apprendistato regolare, imparando a temprare l'acciaio, a cesellare, a molare, a fabbricare rotaie. Di fatti ho seguito un corso completo in ogni dipartimento della fabbrica, dalla fusione alla firma dei contratti. Prima di terminare già avevo amato il mio lavoro tra il ferro e l'acciaio, il ronzio dei macchinari, il suono della forgia."
Nel 1906 vantava una fortuna di 2.000.000 di dollari.

### L'impresa sportiva
Quando già si trovava alla direzione della fabbrica che era stata del marito, Harriet iniziò a sviluppare una certa passione per il mondo dei motori ed acquistò una locomobile da 40 cavalli di potenza costruita a Bridgeport. Conseguì una regolare licenza di guida, ma decise di fare di più intraprendendo un viaggio attorno al mondo in automobile e fu la prima donna a compierlo. L'impresa avvenne in compagnia di Harold Fisher Brooks (suo nipote), l'autista Albert e da Maria, la sua cameriera personale di origini italiane, oltre ad un Bull Terrier ed un carlino. Secondo il percorso predisposto dalla stessa Fisher, fece trasportare la sua automobile via mare in Inghilterra, portandosi quindi da lì in Francia (Parigi, Place Vendôme), in Svizzera, poi in Italia a Villa Carlotta, sul lago di Como (che aveva preso in affitto dai duchi di Sassonia-Meiningen per trascorrervi abitualmente le proprie vacanze) dove rimase per due mesi, e quindi fece tappa in Egitto, in Russia, in India (territorio che attraversò in quattro mesi, facendo tappa a Bombay dove venne ospitata dalle autorità locali e ottenne in dono una scimmia domestica), a Ceylon ed infine giunse a Kōbe, in Giappone. Il suo viaggio partì il 19 luglio del 1909 con la sponsorizzazione ufficiale dell'Automobile Club of America Il gruppo diede le proprie prime notizie nel novembre del 1909 quando giunse a Como. Dopo l'ultima tappa in Giappone, la vettura ed i membri della spedizione vennero imbarcati via mare e giunsero a San Francisco, in California. Harriet giunse a Tarrytown, New York il 16 agosto 1910, completando così il suo giro attorno al mondo. Harriet White Fisher, alla fine della sua esperienza, diede alle stampe il suo diario di bordo dal titolo A Woman's World Tour in A Motor nel 1911.

### Gli ultimi anni
Il 27 aprile 1912 si risposò col ventinovenne Silvano Alfredo Andrew, ingegnere e ufficiale della marina argentina, a Manhattan, cerimonia che si svolse "sottotono" secondo i giornali dell'epoca dal momento che il fratello dello sposo, Edgar Samuel, era morto alcuni giorni prima affondando col Titanic.
Gli ultimi anni della sua vita, la Fisher li trascorse presenziando ai convegni annuali dell'Automobile Club of America e incoraggiando le donne ad emanciparsi creandosi un loro spazio nella società, ma nel contempo fu un'anti-suffragetta e si oppose pubblicamente al suffragio universale richiesto a gran voce nel New Jersey nel 1913.
Morì nella sua proprietà ad Ewing, nel New Jersey, nel 1939 senza avuto figli da entrambi i propri matrimoni, lasciando la direzione della propria azienda al nipote.